# 阿肯色州第三國會選區
阿肯色州第三國會選區（英語：Arkansas's 3rd congressional district）是美国阿肯色州四個國會選區之一，該選區位於阿肯色州西北部，範圍涵蓋史密斯堡、费耶特维尔、斯普林代爾和本頓維。